# Greg Lake
Gregory Stuart Lake (Poole, Dorset, Inglaterra, Reino Unido, 10 de noviembre de 1947 – Londres, 7 de diciembre de 2016) fue un bajista británico de rock, además de guitarrista, vocalista, compositor y productor, más conocido como miembro de King Crimson en su primera época, y miembro de Emerson, Lake & Palmer.

## Biografía

### Inicios: The Gods y King Crimson
Nacido en Poole, Dorset, Inglaterra, Lake se sintió atraído por la música desde edad temprana, y escribió lo que se convertiría en uno de los temas de Emerson, Lake & Palmer más exitosos, "Lucky Man", cuando aún estaba en la escuela. En 1968, Lake era miembro de una banda llamada The Gods, junto con algunos futuros miembros de Uriah Heep. Lake abandonó la banda en el verano de 1968 antes de que lanzaran su álbum debut.
Lake pasó a formar parte de King Crimson con un viejo amigo de la escuela, Robert Fripp. Como ambos Fripp y Lake eran guitarristas, Lake pasó a tocar el bajo.
Para el álbum debut de King Crimson, In the Court of the Crimson King, Lake contribuyó como compositor , cantante y bajista . El álbum sería originalmente  producido por Tony Clarke, que era entonces el productor de los Moody Blues. Sin embargo, después del primer día, Clarke se retiró ya que tenía dificultades para entender lo que la banda estaba tratando de crear. Lake asumió el papel de productor; aunque en los créditos del álbum figuraba toda la banda como productor, es principalmente Lake quien lo produjo. 
King Crimson se fue de gira por América del Norte con The Nice, quienes celebraban su gira de despedida, fue después de este tour en abril de 1970 que Lake se retira de King Crimson, para formar Emerson, Lake & Palmer (EL&P), junto con Keith Emerson (proveniente de The Nice) en teclados, y Carl Palmer (de Atomic Rooster y The Crazy World of Arthur Brown) en batería y percusión. A pesar de su salida oficial de Crimson, Lake participó en la realización del segundo álbum de King Crimson, In the Wake of Poseidon.
Según Lake el carácter dominante de Fripp hizo que varios miembros originales se decidieran a abandonar la banda, Lake estuvo dispuesto a seguir con Fripp siempre y cuando la banda dejase de llamarse King Crimson debido a que consideraba que sin todos los miembros originales ya no tenía sentido el nombre sin embargo Fripp se negó a ello, teniendo Lake que finalmente dejar la banda sin uno de los mejores vocalistas del rock progresivo.

### 1970: Emerson, Lake & Palmer
El disco debut, ELP, marcó un enorme éxito a principios de la década de 1970 (álbum con un total de las ventas de más de treinta millones de euros), y contribuyó de manera significativa a la evolución del rock progresivo en su conjunto. Lake ha contribuido con muchas de las canciones de ELP, pero fue particularmente notable por su labor en guitarra, en temas como "C'est la vie" (Works, Vol. 1), "Still... You Turn Me On" (Brain Salad Surgery), "The Sage" (Pictures at an Exhibition) o "From the Beginning" (Trilogy). 
Lake se dio a conocer como solista en el Reino Unido por su sencillo "I Believe in Father Christmas", que más tarde, en 1975, fue incluido en el álbum ELP Works, Vol. 2.
En 1973 EL&P fundan Manticore Records, con vistas a lanzar los propios álbumes de la banda, y fichando algunos músicos como BMS y PFM, o el cantante de King Crimson, Pete Sinfield.

### 1980: Asia y carrera en solitario

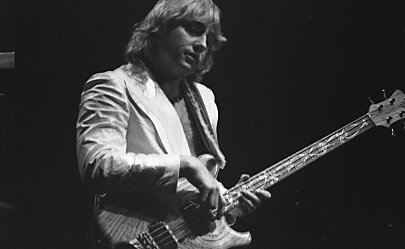
Greg Lake en Maple Leaf Gardens, Toronto 1978

Después de la desintegración de ELP, Lake tocó brevemente con el grupo Asia en 1983, como reemplazo temporal para John Wetton, así como lanzó dos discos de solista, y los presentó en una gira a principios de los 1980. Los álbumes fueron Greg Lake (1981) y Manoeuvres (1983), ambos de los cuales figuran el exguitarrista de Thin Lizzy Gary Moore.
En 1986 publicó el álbum Emerson, Lake & Powell, básicamente una reunión de EL&P, con Cozy Powell en percusión, para sustituir a Carl Palmer que era entonces el baterista en la banda Asia.

### 1990: Emerson, Lake & Palmer, de nuevo
Emerson, Lake & Palmer posteriormente se reunieron a comienzos de 1990 volviendo al circuito del rock progresivo, especialmente en los conciertos de verano al aire libre, publicando dos nuevos álbumes de estudio. Sin embargo, en 1998, Lake se fue de la banda por problemas entre los miembros.

### Década de 2000
Las memorias de Keith Emerson en 2004 Pictures of an Exhibitionist dieron una imagen poco grata de Lake, y no es sorprendente que Lake haya dicho que él nunca fuera a reunirse con EL&P en el futuro. 
Greg no ha sido especialmente visible en la escena musical desde entonces, aunque hizo una gira como miembro de la banda de Ringo Starr, All-Starr Band en 2001. 
A finales de 2003 tocó el bajo en el CD Real Good Looking Boy, de The Who.
El 22 de octubre de 2005, Lake comenzó a tocar en el Reino Unido con una nueva banda, que recibió comentarios positivos, compuesta por David Arch en teclados, Florian Opahle en guitarra, Trevor Barry en el bajo y Brett Morgan en la batería. 
Un doble DVD fue lanzado por "Warner Bros / Classic Pictures" a principios de 2006, mostrando un Lake en plena forma, y con su voz, que ahora pareciera más profunda y más fuerte que antes. La banda de Lake estaba lista para una nueva gira en septiembre de 2006 con rumores de un nuevo álbum en preparación, aunque esta gira fue cancelada a último minuto, debido a "problemas de gestión".
Lake presentó el "Karn Evil 9" con la Trans Siberian Orchestra en el Nassau Coliseum en Uniondale, Long Island, Nueva York, el 20 de diciembre de 2006, en el Continental Airlines Arena en East Rutherford, Nueva Jersey, el 21 de diciembre de 2006, y en el Quicken Préstamos Arena, también conocido como la Q, en Cleveland Ohio, el 30 de diciembre de 2007.
Lake ha interpretado "Lucky Man" con Jethro Tull en su show en el Royal Festival Hall de Londres, el 28 de mayo de 2008.

## Muerte
Lake murió el 7 de diciembre de 2016 a la edad de 69 años después de padecer cáncer.

## Discografía

### Con otras bandas

#### King Crimson
- 1969: In the Court of the Crimson King
- 1970: In the Wake of Poseidon

### Solista

#### Álbumes
- 1981 Greg Lake EE. UU. #62; RU #62
- 1983 Manoeuvres
- 1995 King Biscuit Flower Hour Presents Greg Lake In Concert
- 1997 The Greg Lake Retrospective: From The Beginning
- 1998 From The Underground: The Official Bootleg
- 2000 Live
- 2002 Nuclear Attack
- 2007 Greg Lake (Compilation)

### Sencillos
- 1975 "I Believe in Father Christmas"
- 1981 "Love You Too Much"
- 1981 "Let Me Love You Before You Go"
- 1981 "For Those Who Dare"
- 1981 "It Hurts"
- 1983 "A Woman Like You"